# George Xuereb
George Xuereb (10 novembre 1953) è un ex calciatore maltese, di ruolo attaccante.

## Carriera

### Nazionale
Ha collezionato 31 presenze con la propria Nazionale.